# Laze, Velenje
Laze so naselje v Mestni občini Velenje.